# Конуров, Айкын Ойратович
Айкын Ойратович Конуров (род. 28 ноября 1972, пос. Куйбышевский, Куйбышевский район, Кокчетавская область, Казахская ССР, СССР) — казахский государственный деятель, депутат Мажилиса Парламента Республики Казахстан V, VI и VII созывов.

## Биография
В 1989 году окончил среднюю школу, после которой трудился слесарем на автобазе Куйбышевского райсельхозуправления.
В 1997 году окончил Кокшетауский государственный университет по специальности «Преподаватель русского языка в школах с нерусским языком обучения» и в 2005 году — Карагандинскую юридическую академию «Фемида» по специальности «Юрист-правовед».
С 2004 по 2011 года — руководитель ТОО «News Print» (выпуск газеты «Московский комсомолец в Казахстане»).
В 2004 г. вошёл в состав Оргкомитета по организации КНПК. В 2005—2006 годах — второй секретарь горкома КНПК в Алма-Ате. С момента регистрации партии по настоящее время — руководитель аппарата ЦК КНПК. С 2008 г. — член Бюро ЦК КНПК. С мая 2013 по сентябрь 2018 — секретарь ЦК КНПК.
На выборах в Мажилис Парламента РК 2004 и 2007 гг. — кандидат в депутаты от КНПК. На выборах 2007 и 2011 гг. — заместитель руководителя республиканского предвыборного Штаба КНПК.
В 2012 году избран депутатом Мажилиса Парламента Республики Казахстан V созыва (член комитета по аграрным вопросам) и в 2016 году — депутатом Мажилиса Парламента Республики Казахстан VI созыва от Коммунистической Народной партии Казахстана (член комитета по аграрным вопросам).
С сентября 2018 года — руководитель фракции «Народные коммунисты».

## Награды
- Медаль «МПА СНГ. 25 лет» (27 марта 2017 года, Межпарламентская ассамблея СНГ) — за заслуги в деле развития и укрепления парламентаризма, за вклад в развитие и совершенствование правовых основ функционирования Содружества Независимых Государств, укрепление международных связей и межпарламентского сотрудничества[1].